# Даринка из Рајковца
„Даринка из Рајковца“ је југословенски филм из 1975. године. Режирао га је Мирослав Беловић, а сценарио је писао Стеван Пешић.

## Улоге
| Глумац            | Улога   |
| ----------------- | ------- |
| Маја Димитријевић | Даринка |